# USB

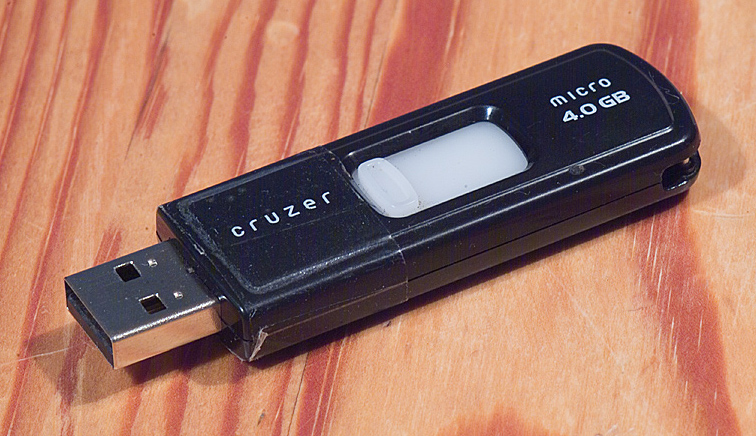
USB-minne (USB 2.0) med lagringskapacitet på 4 GB.

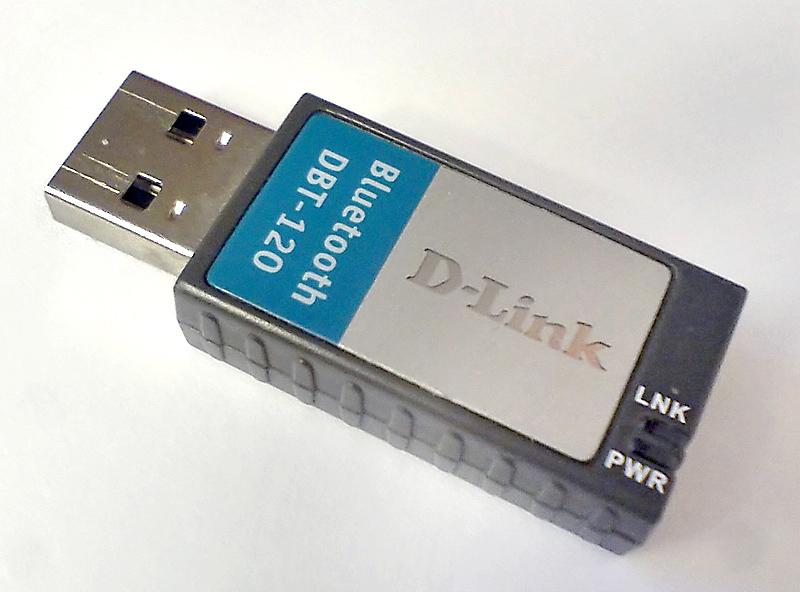
USB-Bluetooth för kommunikation mellan till exempel mobiltelefon och dator.

En USB-kontakt av typ A.

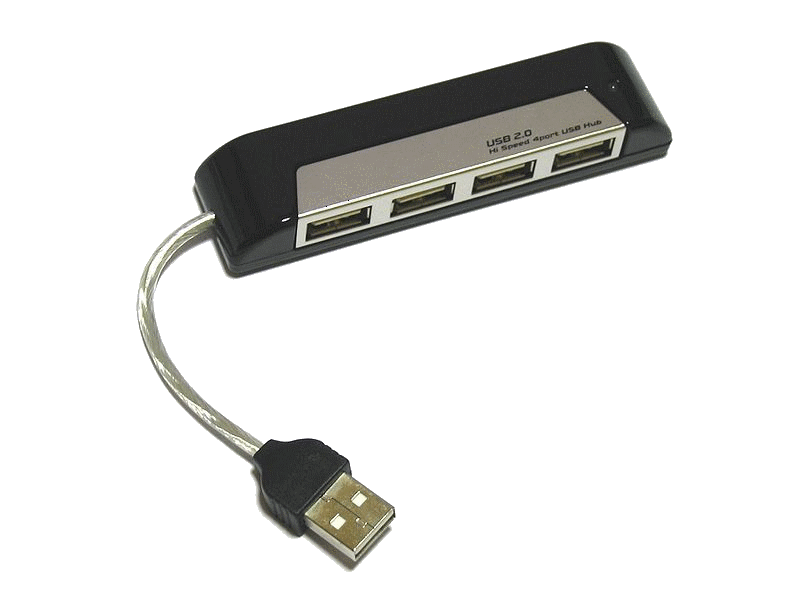
En USB 2.0-hubb utan extern strömförsörjning.

USB (från engelskan: Universal Serial Bus) är en etablerad standard för en snabb seriell databuss. Gränssnittet används till datakommunikation och strömförsörjning. USB kräver en port per enhet, men varje port kan delas med en så kallad USB-hubb, och förbindelserna bildar alltså en stjärnnätstruktur.
USB utvecklades under första halvan av 1990-talet gemensamt av de ledande leverantörerna inom telekom- och persondatorindustrin. Tillsammans med Firewire slog USB igenom mot slutet av 1990-talet som en mer flexibel ersättare för serie- och parallellportarna samt i viss mån även för SCSI.
USB har blivit en utbredd standard och återfinns idag inte bara på persondatorer utan också TV-apparater och mobiltelefoner. Vanliga användningsområden för USB är att överföra information mellan dator och skrivare, digitalkameror, externa lagringsmedia (exempelvis hårddisk eller USB-minne), GPS, tangentbord, och datormus.
USB klarar olika överföringshastigheter. Angivna överföringshastigheter är maxhastighet, och en dataöverföring går inte fortare än den långsammaste länkens maxhastighet.

## EU inför USB Type-C som standard
Från hösten 2024 gäller laddning med USB Type-C för mobiltelefoner, surf- och läsplattor, digitalkameror, hörlurar, headset, handhållna videospelskonsoler, bärbara högtalare, tangentbord, datormöss, hörsnäckor och portabala navigationsapparater.

## Versioner och hastigheter

### USB 1.0
1.0 var den första officiella versionen av USB och lanserades 1996.
- Low Speed (specificerad 1996), upp till 1,5 Mbit/s
- Full Speed (specificerad 1998), upp till 12 Mbit/s

I början (1996) kallades USB bara för USB. Benämningarna ”Low-Speed” och ”Full-Speed” tillkom 1998 i samband med att USB utvecklades till det man ansåg vara max möjliga hastigheten för första generationen USB, 12 Mbit/s.

### USB 1.1
Version 1.1 kom 1998 och gav den maximala hastigheten Full Speed på 12 megabit per sekund. Den lägre hastigheten Low Speed på 1,5 megabit per sekund är tillräcklig för enheter som mus och tangentbord.

### USB 2.0
USB 2.0 som lanserades år 2000 har den maximala överföringshastigheten Hi-Speed på upp till 480 megabit per sekund (60 MB/s). Det var först med 2.0 som USB kunde bli en verklig konkurrent till Firewire. Standarden för USB 2.0 är bakåtkompatibel och innefattar även de lägre överföringshastigheterna. Enheter med USB 2.0 ska alltså fungera även tillsammans med datorer med USB 1.1, och tvärtom, genom att använda en av de lägre hastigheterna. Däremot är det inte ett krav att enheter med USB 2.0 ska klara den nya höga hastigheten.
- Hi-Speed (specificerad 2000), upp till 480 Mbit/s

Benämningen ”Hi-Speed” togs till för denna nya mycket snabbare generationen USB för att ange just att den är snabbare än USB 1:s ”Full-speed” 12 Mbit/s.

### USB 3.0 (även känt som USB 3.1 Gen 1)
Den nya standarden visades offentligt för första gången den 18 september 2007 och blev godtagen den 17 november 2008. Den har en maximal överföringshastighet på 5 Gbit/s (625 MB/s).
USB 3.0-enheter kan användas på USB 2.0-portar. Dataöverföringen går i båda riktningarna samtidigt, vilket ger en ordentlig hastighetsökning. Detta är möjligt tack vare fem extra ledare i kabeln.
USB 3.0 klarar av att leverera mer ström till de anslutna enheterna (0,9 A). Detta kan göra nätadaptrar till portabla hårddiskar överflödiga och ge tillverkare större utrymme att utveckla nya tillbehör.
Gränssnittet är också förberett för optisk dataöverföring. Från början kommer vanliga kopparkablar att användas, men för extra krävande miljöer finns möjligheten att inkludera ett optiskt gränssnitt med hjälp av fiberkabel. Främst handlar det om att kablarna kan göras mycket längre, men fiber minimerar också risken för störningar och gör högre överföringshastigheter möjliga.
Till en början kom gränssnittet att vara reserverat för de mest påkostade enheterna. Under 2010 påbörjades dock masstillverkningen av kontrollerkretsar på allvar, vilket också innebar fallande priser.
- SuperSpeed, upp till 5 Gbit/s

Likaså här som med USB 2:s namn ”Hi-speed”, togs till benämningen ”SuperSpeed” just för att denna nya generation USB är mycket snabbare än USB 2.

### USB 3.1 (omdöpt till USB 3.2 Gen 2)
- SuperSpeed+ (specificerad 2013), upp till 10 Gbit/s (1250 MB/s)

Benämningen introducerades med USB 3.1 och kallas även USB 3.1 Gen 2. Samtidigt fick hastigheten 5 Gbit/s den alternativa benämningen USB 3.1 Gen 1.
2019 döptes standarden om till USB 3.2 Gen 2.

### USB 3.2 (omdöpt till USB 3.2 Gen 2x2)
- SuperSpeed+ (specificerad 2017), upp till 20 Gbit/s (2500 MB/s)

2019 döptes den om till USB 3.2 Gen 2x2. "2x2" pekar på den dubblering i överföringshastighet som gjorts sedan den tidigare generationen.
Endast för kontakten Typ-C.

### USB 4.0
- SuperSpeed+ (specificerad 2019), upp till 40 Gbit/s (5000 MB/s)

Usb 4.0 är även kompatibel med Thunderbolt 3.
Endast för kontakten Typ-C.

## Jämfört med Firewire och Ethernet
Den största kvarvarande skillnaden mellan USB och Firewire (IEEE 1394) är att USB är värdbaserat, alltså kräver någon form av huvudenhet eller dator som styr kommunikationen mellan perifera enheter. Firewire är redan från grunden skapat för att kunna användas direkt mellan alla enheter, till exempel mellan en digital videokamera och en digital videospelare. USB 3.0 kan som Firewire både sända och ta emot data samtidigt för att hantera tidskritiska dataströmmar som video, ljud, mätdata osv. Firewire medger också ett högre effektuttag, uppemot 45 W.
Till skillnad mot USB fungerar Ethernet utan någon värddator, det finns inte ens behov av en vanlig dator. Ethernet kan kommunicera dubbelriktat samtidigt. Responstiden för Ethernet är omedelbar då Ethernet till skillnad från USB inte använder sig av ständig koll (pollning) av anslutna enheter för att kontrollera status med mera. Ethernet kan hantera stora spänningsskillnader på uppåt 1500 volt-rms mellan enheter, vilket gör att till exempel spänningsspikar kan hanteras, och kan med PoE-standarden leverera upp till 25 watt i effekt till anslutna enheter. Kabellängden för Ethernet kan vara upp till 100 meter i jämförelse med USB:s 5 meter.

## Strömförsörjning och kontakter

### Ström
USB-portar tillhandahåller en matningsspänning på 5 volt DC (med en tolerans på ±0,25 volt för att fungera korrekt) och lämnar upp till 500 milliampere  för USB 2.0 (900 mA för USB 3.0, 1.5 A för USB 3.2). Det har utvecklats mindre vardagsredskap som använder USB-kontakten som strömkälla, exempelvis små dammsugare som är avsedda att rengöra tangentbord och små värmeplattor som används för att värma kaffe. Vissa hårddiskar och 3G-modem överskrider dock strömbegränsningen på 500 mA i det tysta vilket kan leda till problem.
I början på 2010-talet blev det allt vanligare att smarttelefoner och många andra bärbara batteridrivna enheter laddas med en USB-sladd. För detta inkluderades en nätadapter med USB-uttag (USB-A hona) dedikerat för strömförsörjning. Det kom snabbladdare som kunde leverera mer ström än 1 ampere för att snabba upp laddningstiden. Idag finns flera olika standarder för snabbladdning; några företag har sina egna, t.ex Quick Charge från Qualcomm. Power Delivery är USB-organisationens officiella protokoll. Med PD kan enheter dra upp till 5 ampere och att höja spänningen upp till 20 volt.

### Olika kontakter

USB Kontakter Typ A & Typ B. I vanligt format, mini och micro.

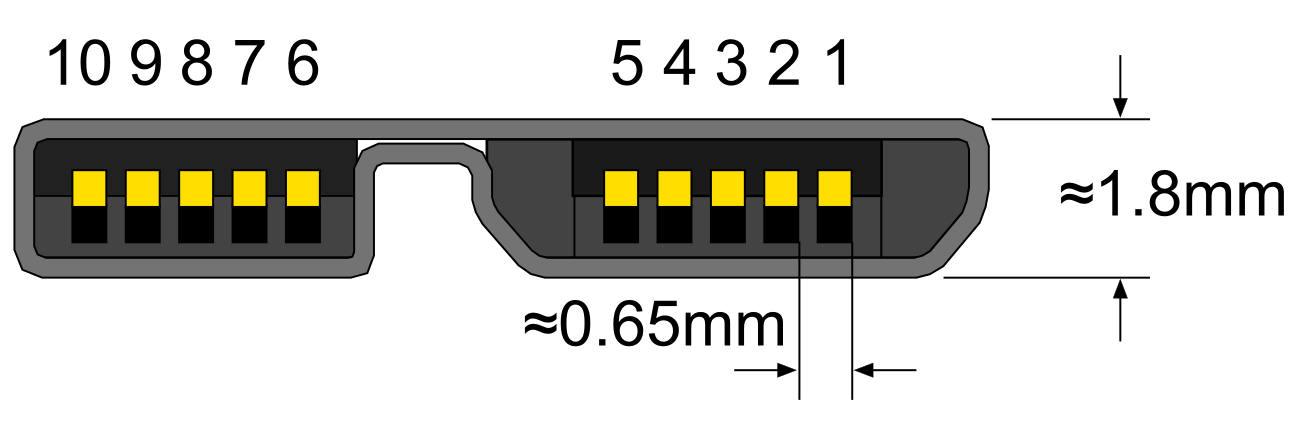
USB Kontakter Typ A & Typ B. I vanligt format och micro, då mini-kontakten avskaffats.

A sitter normalt i den ände som ansluter en värd, till exempel en dator, och B i den ände som ansluter en USB-enhet. För att undvika korsmatning går strömförsörjningen i en USB-anslutning alltid från A till B. Med USB 3.0 tillkommer en sidokontakt med fem ledare: ett par för gigabituppladdning, ett par för gigabitnedladdning och en jordledare. USB 2.0> B kan anslutas till USB 3.0 A (med den lägre hastigheten), medan USB 3.0 B inte är bakåtkompatibel. Dessutom finns i specifikationen USB-powered, med extra strömmatning till enheten med ytterligare två ledare.
| Pin | Namn | Kabelfärg | Förklaring                                                 |
| --- | ---- | --------- | ---------------------------------------------------------- |
| 1   | VCC  | Röd       | 5 ± 0,25 V spänningsmatning. Maximalt 500 mA strömmatning. |
| 2   | D−   | Vit       | Data −                                                     |
| 3   | D+   | Grön      | Data +                                                     |
| 4   | GND  | Svart     | Skärm/jord                                                 |

| Pin | Namn | Kabelfärg | Förklaring                                                                                         |
| --- | ---- | --------- | -------------------------------------------------------------------------------------------------- |
| 1   | VCC  | Röd       | 5 ± 0,25 V spänningsmatning. Maximalt 500 mA strömmatning.                                         |
| 2   | D−   | Vit       | Data −                                                                                             |
| 3   | D+   | Grön      | Data +                                                                                             |
| 4   | ID   | Ofärgad   | Gör det möjligt att skilja mellan värd och klient * värd : kopplad till jord * klient: ej ansluten |
| 5   | GND  | Svart     | Skärm/jord                                                                                         |

| Pin | Namn      | Kabelfärg | Förklaring                                                                                         |
| --- | --------- | --------- | -------------------------------------------------------------------------------------------------- |
| 1   | VCC       | Röd       | 5 ± 0,25 V spänningsmatning. Maximalt 500 mA strömmatning.                                         |
| 2   | D−        | Vit       | Data −                                                                                             |
| 3   | D+        | Grön      | Data +                                                                                             |
| 4   | ID        | Ofärgad   | Gör det möjligt att skilja mellan värd och klient * värd : kopplad till jord * klient: ej ansluten |
| 5   | GND       | Svart     | Skärm/jord                                                                                         |
|     |           |           | |
| 6   | SSRX−     | Blå       | Supersnabb datamottagning                                                                          |
| 7   | SSRX+     | Gul       | Supersnabb datamottagning                                                                          |
| 8   | GND_DRAIN | —         | |
| 9   | SSTX−     | Purpur    | Supersnabb datasändning                                                                            |
| 10  | SSTX+     | Orange    | Supersnabb datasändning                                                                            |
|     |           |           | |
| 11  | DPWR      |           | Spänningsmatning för USB 3.0 Powered                                                               |
| 12  | DGND      |           | Jord för USB 3.0 Powered                                                                           |

### USB-C
År 2014 kom en ny typ av 24-pinnarskontakt, USB Type-C. Den är vändbar som Apples Lightning-kontakt och används även i vissa versioner av Thunderbolt. Tanken är att USB Type-C ska ersätta alla typer av datakontakter för ström, bild och ljud. En sladd kan ha en USB-A-anslutning i ena änden och en USB-C-anslutning i den andra..
| Pinne | Beteckning      | Funktion | Pinne | Beteckning | Funktion |
| ----- | --------------- | -------- | ----- | ---------- | -------- |
| A1    | GND             |          | B1    | GND        |          |
| A2    | SSTXp1 ("TX1+") |          | B2    | SSRXp1     |          |
| A3    | SSTXn1 ("TX1-") |          | B3    | SSRXn1     |          |
| A4    | VBUS            |          | B4    | VBUS       |          |
| A5    | CC1             |          | B5    | SBU2       |          |
| A6    | D+ 1            |          | B6    | D- 2       |          |
| A7    | D- 1            |          | B7    | D+ 2       |          |
| A8    | SBU1            |          | B8    | CC2        |          |
| A9    | VBUS            |          | B9    | VBUS       |          |
| A10   | SSRXn2 ("RX2-") |          | B10   | SSTXn2     |          |
| A11   | SSRXp2 ("RX2+") |          | B11   | SSTXp2     |          |
| A12   | GND             |          | B12   | GND        |          |

## On-The-Go
En ny version av USB som klarar kommunikation direkt mellan enheter, benämnd On-the-Go, är relativt nyligen implementerad i en del produkter på marknaden.
Som framgår av ovanstående tabell, så blir utrustning som kopplas in med den hittills vanligaste typen av sladd – en Typ A (”hane”) standard i värdänden och en Typ B (”hona”) av Micro/Mini i klientänden – alltid betraktad som klient, eftersom den extra tråden ej är ansluten i standardkontakten.
Med den nya OTG-standarden blir det möjligt att med hjälp av uttag av typ Micro-AB koppla ihop olika klienter och med hjälp av ID (pinne 4) bestämma vilken utrustning som skall agera värd.

### Värdkontakter
Nedanstående uttag accepterar följande kontakter:
| Uttag (ej skalenligt) | Kontakt (ej skalenligt) | Kontakt (ej skalenligt) | Kontakt (ej skalenligt) | Kontakt (ej skalenligt) | Kontakt (ej skalenligt) |     |
| --------------------- | ----------------------- | ----------------------- | ----------------------- | ----------------------- | ----------------------- | --- |
| Uttag (ej skalenligt) |                         | Ja                      | Nej                     | Nej                     | Nej                     | Nej |
|                       | Nej                     | Ja                      | Nej                     | Nej                     | Nej                     |     |
|                       | Nej                     | Nej                     | Ja                      | Nej                     | Nej                     |     |
|                       | Nej                     | Nej                     | Nej                     | Ja                      | Ja                      |     |
|                       | Nej                     | Nej                     | Nej                     | Nej                     | Ja                      |     |

## Wireless USB
Under 2005 kom en standard för trådlös USB och de första produkterna kom under 2006. Standarden använder UWB-modulering inom 3,1–10,6 GHz-bandet och ger upp till 480 Mbit/s på 3 meters avstånd och upp till 110 Mbit/s på 10 meters avstånd. Cypress WirelessUSB är inte samma sak som Wireless USB utan använder ISM-bandet 2,4 GHz och ger 1 Mbit/s på upp till 10 m.

## Säkerhetsproblem
En stor del av de USB-styrenheter som finns på marknaden har en firmwarebugg som tillåter omprogrammering av firmware att utföra fler uppgifter än bara styra USB. Exempelvis kan det handla om att få värden att tro att det är en annan enhet än den avsedda, logga tangentbordstryckningar, lyssna av kommunikation eller möjligen installera malware på en ansluten dator. Sårbarheten har troligen redan utnyttjats. Buggen är av sådan art och på en sådan nivå att befintliga säkerhetsmekanismer inte kan hantera detta.